# Лінія Бернхардта

Карта оборонних рубежів Зимової лінії (на схемі лінія Бернхардта виділена блідо-карміновим пунктирним кольором)

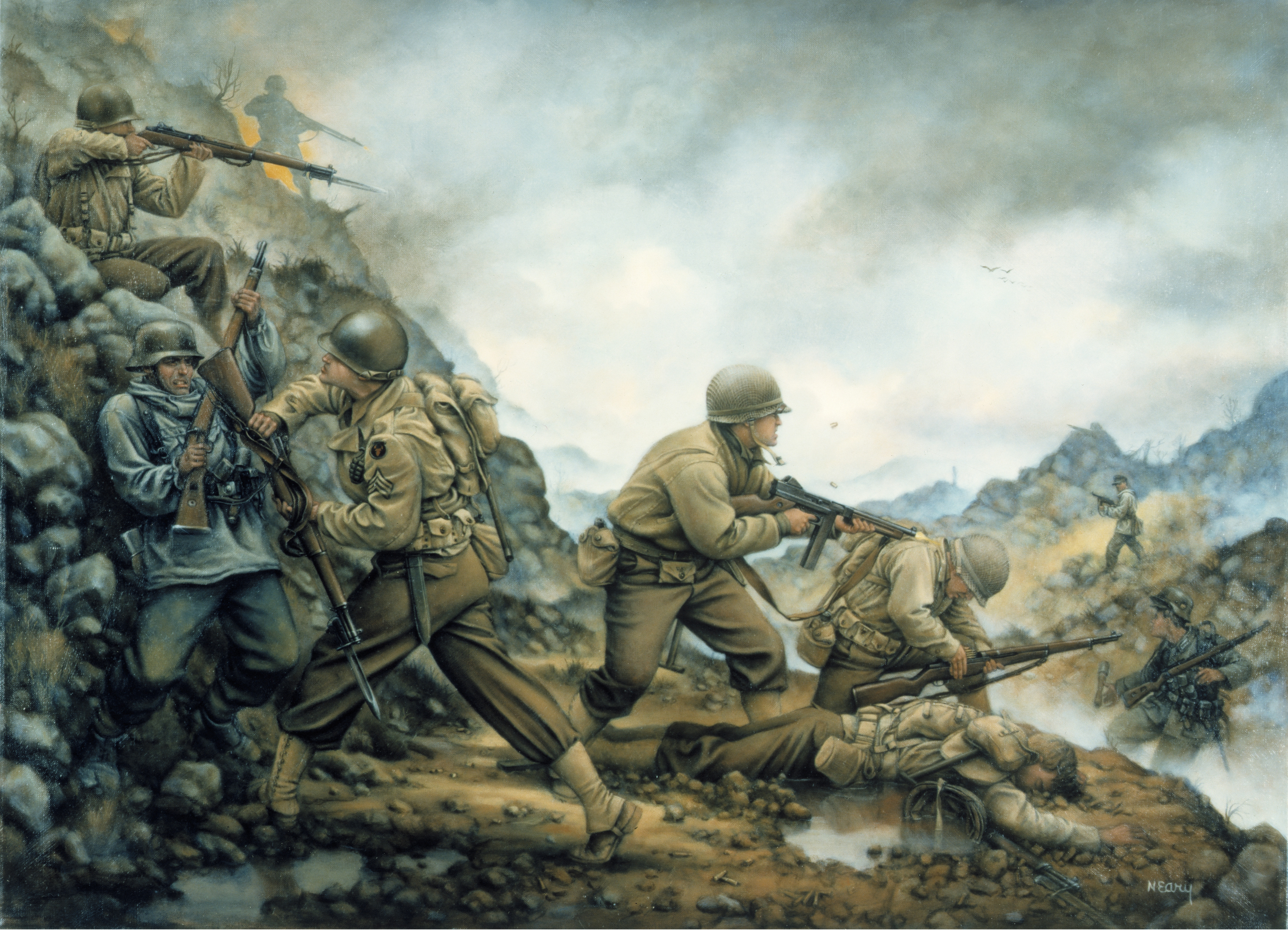
Солдати 34-ї дивізії в боях за Зимову лінію. Грудень 1943

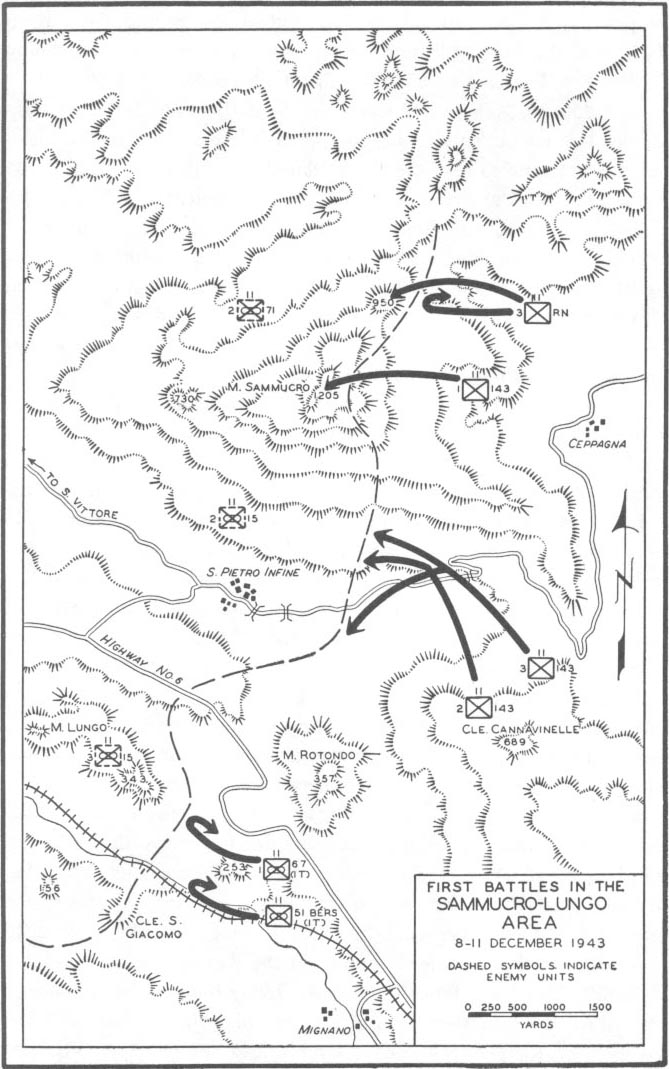
Перша битва: спроба прориву оборонної лінії. 8-11 грудня 1943

Лі́нія Бе́рнхардта (нім. Bernhardt Linie) — одна з допоміжних, разом з Лінією Гітлера, оборонних ліній у системі німецьких фортифікаційних споруд під загальною назвою Зимова лінія в Центральній Італії в роки Другої світової війни.